# Даніела Бертол
Даніела Бертол — італійська архітекторка, дизайнерка і художниця, що працює на стику мистецтва і науки. Її проєкти, засновані на єдиному підході до знань, охоплюють декілька дисциплін та медіа, включаючи астрономію, ленд-арт, геогліфи, архітектуру, дизайн, цифрові моделі, фотографію та відео.

## Життєпис
Даніела Бертол народилася і виросла в Римі, де здобула ступінь магістра архітектури. У 1985 році переїхала до США. Ранні проєкти Бертол досліджували геометричний простір і віртуальне середовище за допомогою цифрової моделі, де геометричні форми розвивалися в органічні компоненти, подібні до фігур, які зустрічаються в природі. 
Бертол заснувала «space ink» у 1989 році як міждисциплінарну лабораторію, яка охоплює експериментально побудовані та опубліковані проєкти, а також теоретичні роботи, присвячені трансформації архітектури та її інтеграції з цифровим простором. Бачення того, що технологічні досягнення мають встановити спадкоємність з минулим — замість того, щоб створювати розрив, — було виражено в архітектурних та освітніх проєктах, художніх інсталяціях, творах мистецтва, меблях та графічному дизайні.
Останній проєкт Бертол — «Sky Spirals», серія місць, присвячених екологічному дизайну: формування ландшафту на основі пересічних спіралей слідує сонячним і небесним вирівнюванням. «Небесні спіралі» починалися як концептуальна робота на основі цифрових моделей, карт і аерофотознімків. У міру розвитку роботи віртуальна модель і діаграми були переведені на реальний фізичний сайт у Клаверак (Нью-Йорк) (США). Вони стали «Сонячною фермою», першим сайтом концепцій «Небесних спіралей». Інтерес до стійкої архітектури надихнув дизайн на основі сонячної енергії, наприклад, будинок на «Сонячній фермі»: сучасний архітектурний словник і матеріали повторюють наміри дизайну ранніх цивілізацій.
Дизайнерське бачення Бертол поєднує принципи східної філософії і практики із сучасними архітектурними теоріями та дослідженнями.
Довічно практикуюча йог (і сертифікована викладачка йоги), вона інтегрує духовні практики у свою художню та дизайнерську роботу: кілька скульптур лендарту забезпечують шлях медитацій при ходьбі, а пози йоги включені у сприйняття архітектурних просторів.
Даніела Бертол одружена, має двох дочок, живе в Нью-Йорку та Римі.